# Diga di Morasco
La diga di Morasco è uno sbarramento artificiale che origina l'omonimo lago situato in alta Val Formazza, con la superficie a quota 1815 m s.l.m...

## Storia

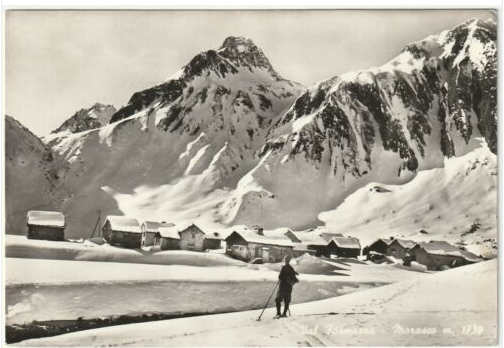
Il paese di Morasco a inizio Anni Trenta

La diga è stata costruita tra il 1936 e il 1940 dalla società Edison per generare elettricità per la valle sommergendo il centro abitato di Morasco, località di origine walser abitata fin dal XV secolo. Morasco era il principale centro abitato della valle, all'epoca della costruzione della diga e ormai inabitato nei mesi invernali era invece popolato nei mesi estivi corrispondenti al periodo dell'alpeggio in quota.

## Caratteristiche

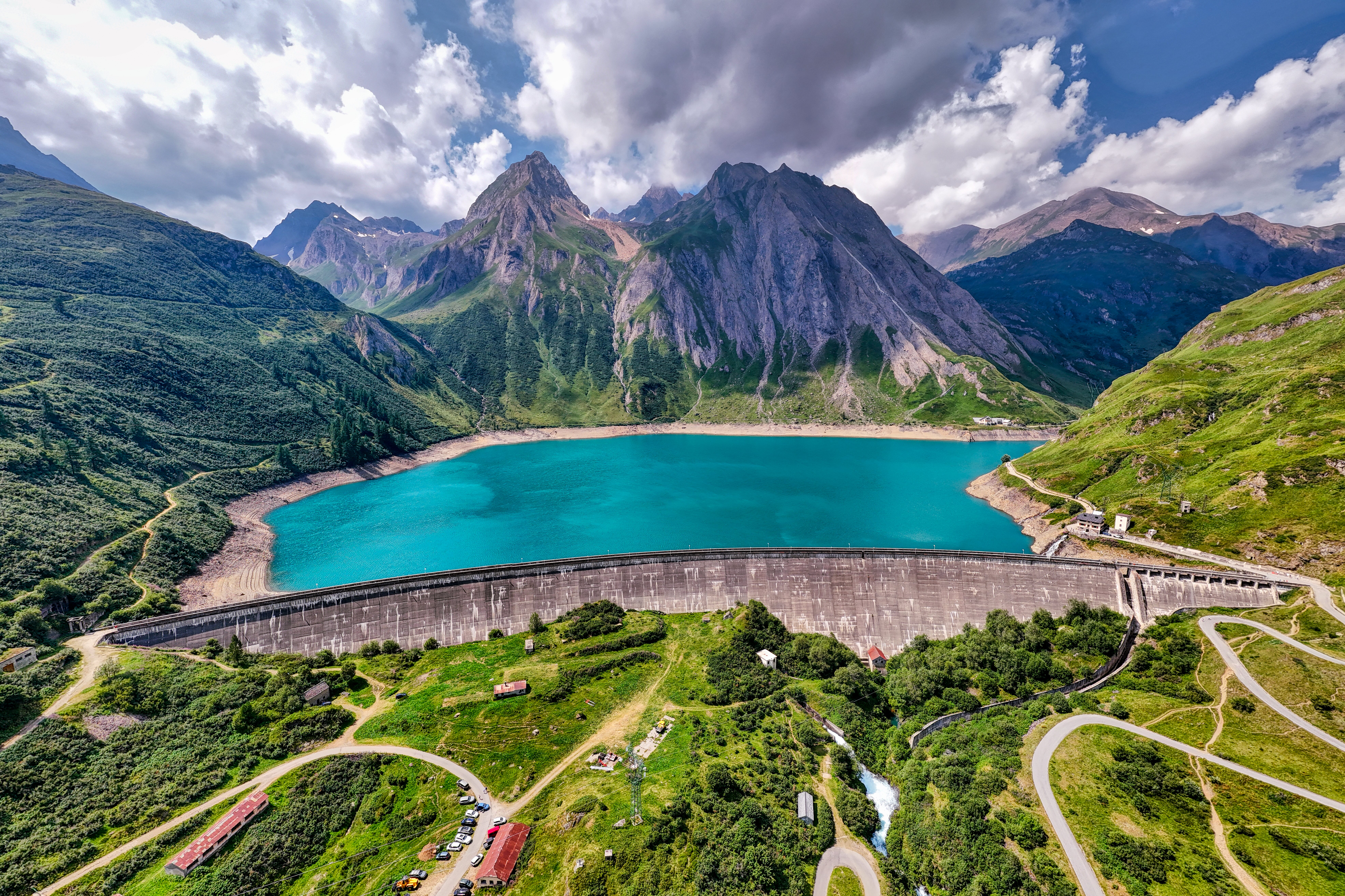
Il bacino di Morasco visto dall'alto

La diga è lunga 564 metri ed è alta 54 metri. Ha una capacità massima di 18.400.000 m3 di acqua, dei quali 17.000.000 di effettivamente utilizzabili.
Il bacino riceve le acque dalla centrale idroelettrica di Morasco, che a sua volta sfrutta le acque del Lago del Sabbione. L'acqua viene poi usata per la produzione di energia elettrica nella centrale idroelettrica di Ponte con un salto di 514 m.